# جیسون هوک
جیسون هوک (به انگلیسی: Jason Hook) متولد ۳ اکتبر ۱۹۷۰، (۱۱ مهر ۱۳۴۹)، گیتاریست کانادایی و گیتاریست سابق گروه آمریکایی فایو فینگر دث پانچ است .
برخی از منتقدان عقدیده دارند وی با عضو دیگر گروه جرمی اسپنسر در رابطه است .
نام همسر سابق او انیس هوک و فرزند آنها هم دختری به اسم نگ هوک میباشد. 
او در سال 2020 با استفانی سامنتا ازدواج کرد.